# Église Saint-François-de-Sales de Boulogne-sur-Mer
Pour les articles homonymes, voir Église Saint-François-de-Sales.
L'église Saint-François-de-Sales est située rue de Bréquerecque à Boulogne-sur-Mer, dans le département français du Pas-de-Calais. Elle est consacrée à saint François de Sales.

## Historique
L’église est construite entre 1857 et 1860 par l’abbé Leuilleux, vicaire de Saint-Nicolas et futur évêque de Chambéry. L'architecte britannique Charles Hansom, frère de Joseph Hansom, s'occupe des plans, de la sculpture et de la décoration intérieure. 
L’école y est assurée par les Frères des écoles chrétiennes.

## Caractéristiques
Globalement de style néo-roman, l'édifice se compose d'une nef à bas-côtés se prolongeant directement sur le sanctuaire qu'entoure un déambulatoire à chapelles rayonnantes. Ses confessionnaux sont intégrés dans l'épaisseur des murs et présentent une série d'arcades entrecroisées. Au-dessus d'eux, une tribune communiquait auparavant avec l'établissement voisin des sœurs Augustines. À l'origine, des peintures, illustrant la renaissance de la polychromie dans l’architecture religieuse au XIXe siècle, décoraient l'intérieur.
La rosace a été restaurée en 2015.

## Patrimoine campanaire
Une unique cloche, datée de 1855, porte en dédicace :  « je m'appelle Marie Josephe Hyacinthe Isabelle ». Le fondeur est Auguste Hildebrand.